# British Academy Television Awards
Los Premios de la Academia Británica de la Televisión (en inglés: British Academy Television Awards) son presentados en un programa de premiación anual organizado por la Academia Británica de las Artes Cinematográficas y de la Televisión (BAFTA). Estos han sido otorgados anualmente desde 1955.

## Antecedentes
La primera entrega de premios, otorgados en 1955, consistió en seis categorías. Hasta 1958 fueron otorgados por el Gremio de Productores y Directores de Televisión (en inglés: Guild of Television Producers and Directors). Desde 1958 en adelante, después de que el gremio se fusionó con la Academia de Cine Británica, la organización fue conocida como la Sociedad de Cine y Televisión. En 1976, se convirtió en la Academia Británica de las Artes Cinematográficas y de la Televisión.
Desde 1968 hasta 1997, los premios de cine y televisión de la BAFTA fueron presentados en una ceremonia en conjunto conocida simplemente como los premios BAFTA, pero con el fin de agilizar las ceremonias, a partir de 1998 fueron divididas en dos. Los Premios de la Televisión usualmente son presentados en abril, con una ceremonia separada para los Premios de las Artes Televisivas (en inglés: Television Craft Awards) en fecha diferente. Los Premios de las Artes son presentados para áreas más técnicas de la industria, tales como efectos especiales, diseño de producción o vestuario.

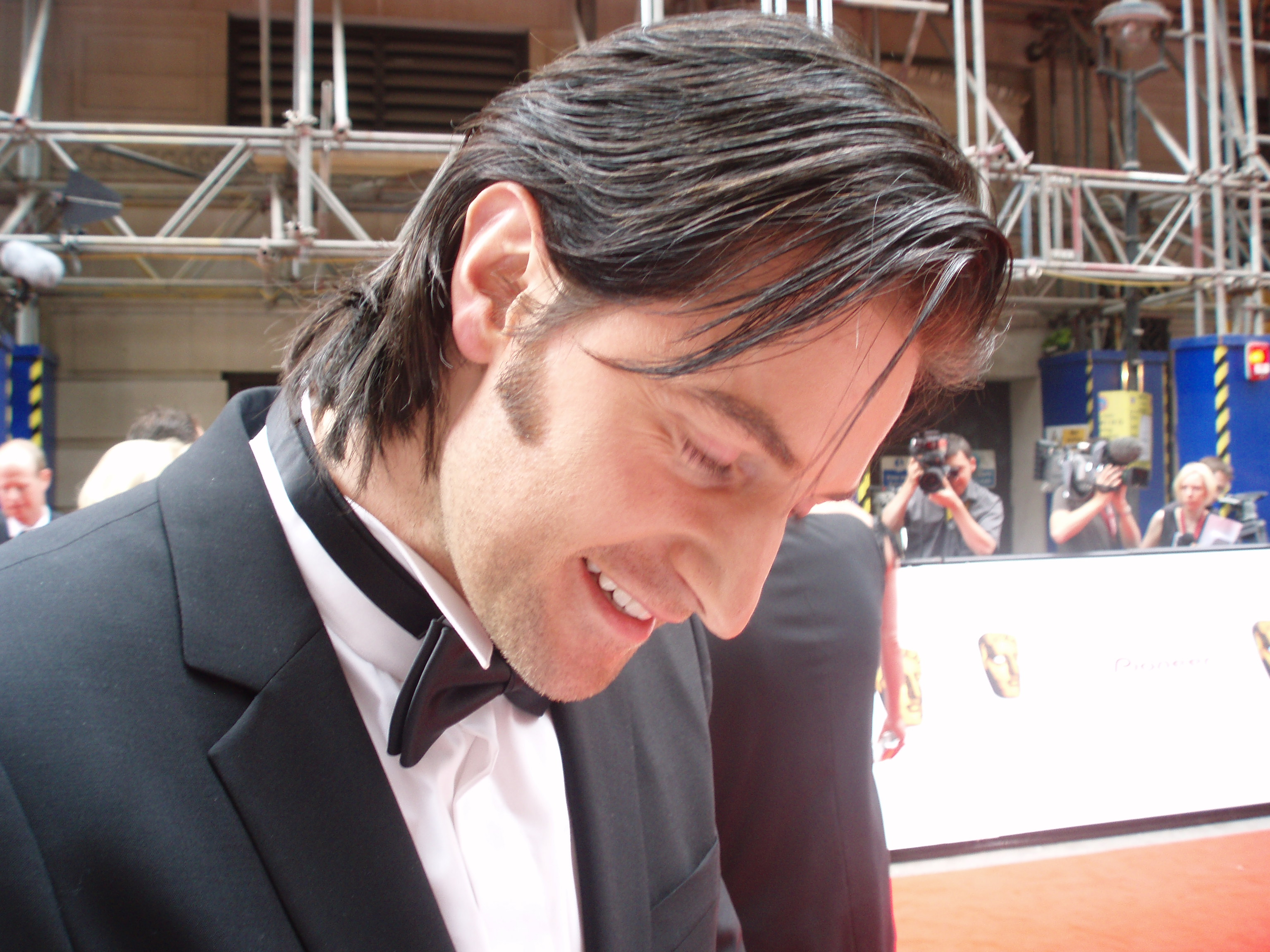
Richard Armitage asistiendo a los Premios de la Academia Británica de la Televisión en 2007.

Los Premios solamente están abiertos a programas británicos -con excepción de la audiencia- quien vota por el Premio de la Audiencia y el Premio Internacional (esto es por un solo programa o serie adquiridas del mercado internacional, cubriendo todos los géneros)- pero cualquier estación de televisión sea por cable, satélite, terrestre o digital en el Reino Unido es elegible para enviar propuestas, como lo son producciones de compañías independientes quienes producen programación para los canales. Actuaciones individuales, tales como de actores, bien se pueden proponer por los propios artistas o por las estaciones de televisión. Los programas propuestos deben estar siendo transmitidos o haberlo hecho entre 1 de marzo de un año y el 15 de febrero del año siguiente para ser elegibles para los premios de ese año. La propuesta es libre, y los formatos para propuesta están disponibles entre noviembre y enero de cada año.
Después de que todas las propuestas han sido recibidas, son votadas en línea por todos los miembros elegibles de la Academia. Los programas y actuaciones que atraen más votos, usualmente cuatro en cada categoría, son preseleccionados como los nominados para cada premio. El ganador es elegido de los cuatro nominados por un jurado especial de nueve miembros de la academia para cada premio, los miembros de cada jurado son seleccionados por el Comité de la Televisión de la Academia. Cada jurado es seleccionado para tener un equilibrio entre sexo, edad y experiencia con las categorías relacionadas pero sin conexión directa con los programas o actuaciones preseleccionadas.
Además hay un número de Premios honorarios no competitivos -el Premio Dennis Potter por un Guion Excepcional para la Televisión; el Premio Alan Clarke por una Contribución Creativa Excepcional a la Televisión; el Premio Richard Dimbleby para un Presentador Excepcional en el Escenario; el Fellowship a las personas que han hecho una contribución excepcional a la televisión a lo largo de su carrera, y varios Premios Especiales que son entregados con bases ad hoc. Estos premios son sugeridos por el Comité de Televisión y premiados por el Consejo de la Academia. No son entregados necesariamente cada año, sino cuando se le considera necesario.
La ceremonia de premiación es transmitida por la televisión británica, usualmente el día después al que es realizado. La transmisión se alterna cada año entre las dos cadenas de televisión más importantes del Reino Unido, BBC e ITV.

### El "Baftagate"
En 1991, se hizo una selección controversial en la categoría de Mejor Drama Serial, cuando Prime Suspect superó a G.B.H. para ganar el premio. En seguida de la ceremonia, cuatro de los siete miembros de votación del jurado, firmaron una declaración pública declarando que ellos habían votado por G.B.H. como ganador. Irene Shubik, quien como presidente no puede emitir voto, se negó a comentar públicamente sobre el asunto, sin embargo Richard Price, presidente de BAFTA, declaró que las papeletas que le fueron entregadas por Shubik mostraban cuatro votos para Prime Suspect y tres para G.B.H. Price señaló que las papeletas no podrían ser recontadas pues posteriormente fueron destruidas. No se le cargó culpa alguna a Shubik por los cuatro jueces, ella planteó que ellos tenían una aparente discrepancia originalmente con BAFTA.

## Categorías
Las categorías principales que son premiadas anualmente son:
- Mejor Actor
- Mejor Actriz
- Mejor Actor de Reparto
- Mejor Actriz de Reparto
- Mejor Comedia (Programa o Serie)
  - Incluye programas de sketches. Los jueces se basan en un solo episodio.
- Premio Lew Grade para el Mejor Programa de Entretenimiento
  - Incluye programas de entretenimiento en general, programas de variedad, programas de concursos, programas stand-up y charlas con celebridades. Los jueces se basan en un solo episodio.
- Mejor Actuación de Entretenimiento - Conocido como La mejor luz en la actuación de entretenimiento hasta 2000.
- Mejor Actuación de Comediante Femenina - Previamente se entregaba un solo premio por actuación de comediante, desde 2010 se entregan por separado para hombres y mujeres.
- Mejor Actuación de Comediante Masculino
- Mejor Drama Serial
  - Un drama donde el relato principal es contado a lo largo de más de un episodio, y el relato se resuelva en el episodio final.
- Mejor Serie de Drama
  - Un drama que consiste en muchos episodios, pero que cada episodio contiene su propio relato, con los mismos personajes que continúan a lo largo de los episodios.
- Mejor Drama Individual
  - Un drama que contiene un relato que es contado en un solo episodio, equivalente a una película para televisión. La duración mínima es de cinco minutos.
- Mejor Drama Continuo
  - Un drama que se transmite en un mínimo de veinte episodios por año. Los nominados son usualmente telenovelas.
- Mejores Eventos Actuales - Reemplazado
  - El programa entero puede ser un solo episodio o parte de una serie, pero si es parte de una serie, entonces dicha serie no podrá ser nominada en otra categoría. Esta categoría fue eliminada en 2007 debido a que bloqueaba el acceso de los participantes a premios. Sin embargo, programas sobre sucesos actuales aun pueden calificar pero bajo otra categoría, tales como Mejor Documental Individual o Mejor Serie Factual, dependiendo del género del programa. La lista de nominaciones se espera aumente.
- Mejor Serie Factual o Real
- Mejor Función
  - Para los programas que no son incluidos en ningún otra categoría, por ejemplo repostería, jardinería, estilo de vida o programas de discusión.
- Premio Flaherty por un Documental Individual
  - Por un documental que no forma parte de una serie regular. Programas enteros no pueden participar en otra categoría.
- Premio Huw Wheldon para Especialista Fáctico
  - Premios al Arte, Historia, Historia Natural o Ciencia, parte de una serie o individual, basado en la realidad o en actuación. Programas enteros no pueden participar en otra categoría.
- Cobertura de Noticias
  - Para programas enteros, o con más de una hora sin editar, material de una canal de noticias.
- Premio de Situación Cómica
  - Para sitcoms.
- Deportes
  - Para un programa de deportes o una transmisión.
- El Premio de los Pioneros
  - Es dado a creadores de programas que han logrado éxito por enfoques pioneros o novedosos. La lista para este premio es preparada por el voto de los críticos de la televisión nacional, y el ganador es elegido por el público en general, es el único premio que BAFTA entrega de tal manera.
- Premio Internacional
  - Para los programas hechos fuera del Reino Unido y/o Irlanda, el premio se entregaba originalmente en los noventa pero se eliminó en 1998. Retornó en 2007 reemplazando al premio de "Eventos Actuales", categoría que fue absorbida por los premios de Mejor Serie Factual y Mejor Documental Individual.

En 2010 se añadió el Premio de la Audiencia de YouTube.